# وسام "من أجل الاستحقاق للوطن"
وسام «الاستحقاق للوطن» (بالروسية: Орден «За заслуги перед Отечеством»)‏، Orden "Za zaslugi pered Otechestvom") هو زخرفة رسمية من الاتحاد الروسي. تأسست في 2 مارس 1994 بموجب المرسوم الرئاسي 442. حتى إعادة إنشاء وسام القديس أندرو في عام 1998، كان أعلى وسام في الاتحاد الروسي. تم تعديل وضع الأمر في 6 يناير 1999 بموجب المرسوم الرئاسي رقم 19  ومرة أخرى في 7 سبتمبر 2010 بموجب المرسوم الرئاسي 1099.

## النظام الأساسي للنظام
وسام «الاستحقاق للوطن» هو نظام مدني وعسكري مختلط تم إنشاؤه في أربع فئات. تُمنح للمساهمات البارزة للدولة المرتبطة بتطوير الدولة الروسية، والتقدم في العمل والسلام والصداقة والتعاون بين الأمم، أو للمساهمات الكبيرة في الدفاع عن الوطن.
أعلى الفئات الأربعة هي الدرجة الأولى، والأقل هي فئة الترتيب الرابع. يتم منح هذه الفئات بالتسلسل من الرابع إلى الفصل الأول. يجب أن يكون الأشخاص الذين حصلوا على ترتيب الخدمة لفئة الوطن الرابع قد حصلوا بالفعل على وسام آخر من الاتحاد الروسي وميدالية ترتيب الخدمة لفئة الوطن الأول. لخدمة الدولة الجديرة بالتقدير بشكل خاص، قد يتم منح طلب الخدمة لفئة الوطن الرابع بدون منح سابق لميدالية ترتيب الخدمة إلى فئة الوطن الأول إذا تم منحها سابقًا لقب «بطل الاتحاد الروسي»، «بطل الاتحاد السوفياتي» أو«بطل العمل الاشتراكي»، وكذلك إذا حصل سابقًا على وسام القديس جورج، ووسام ألكسندر نيفسكي، ووسام سوفوروف، ووسام أوشاكوف، ووسام جوكوف، ووسام جوكوف كوتوزوف، وسام ناخيموف، وسام الشجاعة، أو الذين حصلوا على لقب فخري من الاتحاد الروسي. في حالات استثنائية، قد يقرر رئيس الاتحاد الروسي منح أمر الخدمة للوطن لأشخاص لم يحصلوا سابقًا على جوائز حكومية من الاتحاد الروسي.
سيحصل الجنود الذين يتلقون وسام الاستحقاق للوطن للتمييز في القتال على وسام السيوف. على الرغم من أن مرسوم 2010 مُنح سابقًا لكبار الشخصيات الأجنبية ورؤساء الدول مثل الرئيس الفرنسي جاك شيراك، فقد ألغى هذه الممارسة مما جعل مواطني الاتحاد الروسي هم المتلقون الوحيدون المحتملون.

## وصف الجائزة
الوسام لديه طوق وأربع فئات. طوق هو الشارة الفريدة لرئيس الاتحاد الروسي. يتم تحديد الفئات الأربع من النظام بشكل فردي من خلال حجم وطريقة ارتداء الشارتين الرئيسيتين للأمر، الصليب والنجمة.
- الصليب: هو صليب باتيه تحمل شعار الدولة المذهبة للاتحاد الروسي على وجهها. يوجد على ظهر الصليب ميدالية دائرية محاطة بشعار "BENEFIT، HONOR، GLORY" ((بالروسية: "ПОЛЬЗА, ЧЕСТЬ И СЛАВА")‏). في وسط الميدالية، سنة إنشاء الوسام "1994". على ظهر الذراع السفلي للصليب، أوراق الغار والرقم التسلسلي للأمر. يبلغ عرض صليب الدرجة الأولى 60 ملم ويتم تثبيته على وشاح أحمر بعرض 100 ملم يتم ارتداؤه فوق الكتف الأيمن. يبلغ عرض صليب الفئتين الثانية والثالثة 50 مم ويتم ارتداؤه على شريط رقبة أحمر بعرض 45 مم للفئة الثانية، ويبلغ عرض شريط الفئة الثالثة 24 مم. يبلغ عرض الصليب الخاص بالفئة الرابعة 40 مم ويتدلى من حامل خماسي قياسي مغطى بشريط أحمر عريض 24 مم.[5]
- النجمة: نجمة الوسام ثمانية الرؤوس. 82 ملم عبر الفضة مصقولة للغاية. في وسطها على الوجه إذا كانت رصيعة دائرية عليها شعار الدولة المذهبة المنقوش للاتحاد الروسي. حول الميدالية شريط مطلي بالمينا باللون الأحمر يحمل شعار "BENEFIT، HONOR، GLORY" (بالروسية: "ПОЛЬЗА, ЧЕСТЬ И СЛАВА")‏. تم نقش الرقم التسلسلي للأمر على الجزء الخلفي من الذراع.

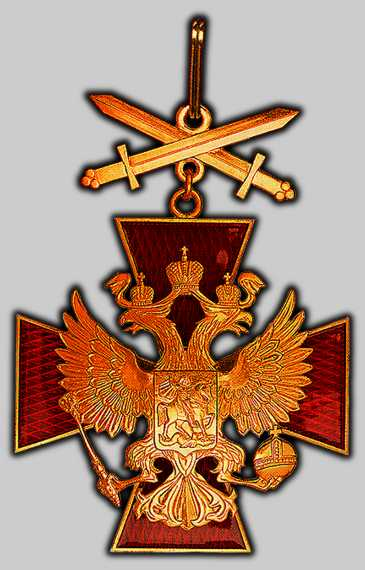
صليب بالسيوف

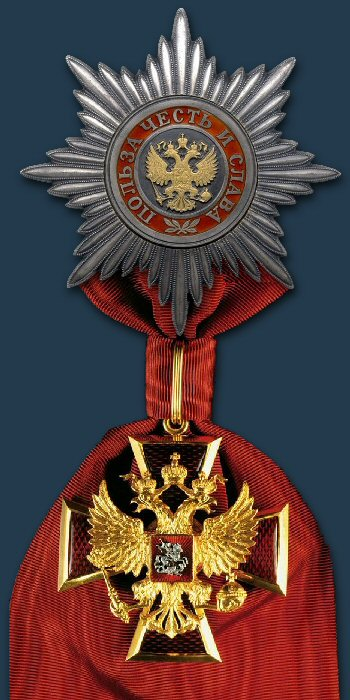
ترتيب أنا كلاس وشاح ونجمة
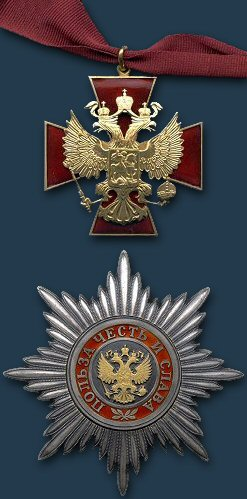
ترتيب الدرجة الثانية نجمة وعنق الصليب
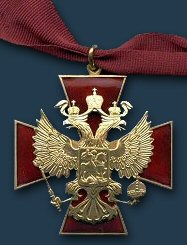
ترتيب الدرجة الثالثة صليب العنق
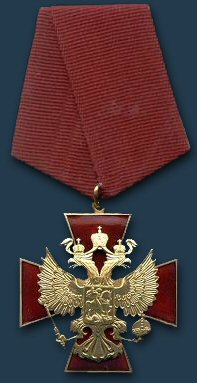
ترتيب الدرجة الرابعة صليب الثدي

## فرسان كاملون من وسام «الاستحقاق للوطن» (قائمة جزئية)
(بالروسية: кавалер)‏ من أمر ما هو فرد حصل على درجة أمر ما، فهو مرادف لـ «فارس» من النظام الغربي. «متعجرف كامل» (بالروسية: полный кавалер)‏ من أمر ما هو الفرد الذي ربح بالتتابع كل فئة من هذا الطلب. الأفراد المدرجون أدناه هم من بين أولئك الذين تم تكريمهم:
سياسيون: فيكتور تشيرنوميردين، فيكتور زوبكوف، سيرجي ايفانوف، سيرغي لافروف، فالنتينا ماتفيينكو، مينتيمير شايمييف، يوري لوجكوف، نيكولاي باتروشيف، الكسندر بورتنيكوف، بوريس غروموف، امان تولييف، ادوارد روسل، سيرجي شيميزوف، فيتالي سميرنوف، فياتشيسلاف ليبيديف.
الفنانون: ايليا جلازونوف، مايا بليستسكايا، نيكيتا ميخالكوف، زوراب تسيريتيلي، يوري تيميركانوف، أوليغ تاباكوف، مارك زاخاروف، غالينا فيشنيفسكايا، ليونيد برونيفوي، غينادي خازانوف، فلاديمير زيلدين، غينادي روجديستفنسكي، ليف ليشينكو، غالينا فولتشيك، فلاديمير إيتوش، فلاديمير فيدوسييف، إينا تشوريكوفا، فلاديمير سبيفاكوف، ألكسندر شيرفيندت، تاتيانا دورونينا، إيرينا أنتونوفا.
العلماء: جوريس ألفيروف، يوري أوسيبوف أوسيبوف، يوري تروتنيف، ميخائيل كوفالتشوك، يفجيني فيليخوف، فيكتور سادوفنيتشي، يفغيني تشازوف.
آخرون: فيكتور سافينيخ، فيكتور فيكسيلبيرج.

## روابط خارجية
- لجنة جوائز الدولة لرئيس الاتحاد الروسي